# Ulla Salzgeber
Ulla Salzgeber (Oberhausen, 5 agosto 1958) è una cavallerizza tedesca, due volte campionessa olimpica nell'Equitazione.

## Biografia
Oltre alle quattro medaglie olimpiche vanta quattro medaglie ai mondiali e sette agli europei.

## Palmarès
| Anno | Manifestazione  | Sede   | Evento               | Risultato | Note |
| ---- | --------------- | ------ | -------------------- | --------- | ---- |
| 2000 | Giochi olimpici | Sydney | Dressage individuale | Argento   |      |
| 2000 | Giochi olimpici | Sydney | Dressage a squadre   | Oro       |      |
| 2004 | Giochi olimpici | Atene  | Dressage individuale | Bronzo    |      |
| 2004 | Giochi olimpici | Atene  | Dressage a squadre   | Oro       |      |